# Aksakovo (Bulgarie)
Pour les articles homonymes, voir Aksakovo.
Aksakovo (Аксаково en bulgare) est une ville du nord-est de la Bulgarie.

## Géographie
Aksakovo est situé dans le nord-est de la Bulgarie. La localité se trouve à 20 km, par la route, de Varna, chef-lieu de la région de même nom.
La ville est le chef-lieu de la commune de Aksakovo.
| 1992  | 2001  | 2004  | 2009  |
| ----- | ----- | ----- | ----- |
| 7 039 | 7 269 | 7 552 | 7 897 |

,

## Histoire
La première mention écrite d'Aksakovo remonté au XIIIe siècle.
Le village fut érigé en ville le 27 mai 2004.